# Артуро Міранда
Артуро Міранда (ісп. Arturo Miranda, 19 січня 1971) — кубинський стрибун у воду.
Учасник Олімпійських Ігор 2000, 2008 років.
Призер Чемпіонату світу з водних видів спорту 2007 року.
Призер Панамериканських ігор 2007 року.